# Honoriusz III
Honoriusz III (łac. Honorius III, właśc. Cencio Savelli zwany Camerario; ur. ok. 1150 w Rzymie, zm. 18 marca 1227 tamże) – papież od 18 lipca 1216 do 18 marca 1227.

## Życiorys
Cencio urodził się w Rzymie około roku 1150 i został kanonikiem w bazylice Santa Maria Maggiore. Dość powszechnie przypisywana mu przynależność do rzymskiego rodu arystokratycznego Savelli jest obecnie odrzucana przez historyków mediewistów jako oparta na szesnastowiecznych fałszerstwach. Przed wyborem na papieża był kamerlingiem Świętego Kościoła Rzymskiego (od stycznia 1188 do 1198), następnie kardynałem (20 lutego 1193) i przewodniczącym Kancelarii Apostolskiej (1194–1198). 18 lipca 1216 został wybrany następcą Innocentego III.
W 1217 roku wydał on istotny przywilej dla Krzyżaków, rozciągając na nich przywileje i odpusty, którymi cieszyli się templariusze i joannici. Pozwolił też Zakonowi krzyżackiemu rekrutować nowych członków z pominięciem nowicjatu. Udzielił także zgody na przyjmowanie świeckich familiantów, którzy zobowiązani byli do prowadzenia godnego życia i zapisania swojego majątku, a przynajmniej znacznej jego części, w testamencie Zakonowi. W czasie swojego pontyfikatu zatwierdził zakony dominikanów, franciszkanów i karmelitów.
Tuż po objęciu Stolicy Piotrowej papież podjął działania mające na celu zorganizowanie V krucjaty, zapowiedzianej przez sobór laterański IV w 1215 roku. Aby tego dokonać, negocjował pomiędzy królem Francji Filipem II a królem Aragonii Jakubem I. W Anglii wspierał małoletniego Henryka III, syna Jana bez Ziemi, w staraniach o koronę królewską. Mimo jego starań, wyprawa krzyżowa okazała się klęską. Głównymi winowajcami takiego obrotu sprawy byli ambitny legat papieski, kardynał Pelagio Galvani oraz niemiecki król Fryderyk II. Honoriusz koronował Fryderyka 22 listopada 1220 na cesarza rzymskiego w bazylice św. Piotra, a w zamian za to, władca niemiecki zobowiązał się wziąć czynny udział w krucjacie. Wbrew obietnicom, Fryderyk doprowadził do elekcji swojego syna, Henryka VII na króla Niemiec i nie pojechał na wyprawę krzyżową w 1221 roku. W lipcu 1227 roku Honoriusz zagroził Fryderykowi ekskomuniką, jeśli ten nie spełni swojej obietnicy.
Honoriusz gorliwie kontynuował politykę Innocentego III w Langwedocji. Bezkrytycznie popierał działania Szymona de Montfort i słał bulle z groźbami do wszystkich ośrodków oporu przeciw krzyżowcom. Próbował skłonić miasta Oksytanii do wystąpienia z koalicji przeciw Montfortowi, zastraszając je odebraniem siedzib biskupich. Kiedy 12 września 1217 r. siły katalońsko-langwedockie rozbiły krzyżowców pod Salvetat, na południe od Tuluzy i dostarczyły posiłków oblężonej stolicy langwedockich hrabiów, Honoriusz wystosował serię ostrych pism do prokuratora generalnego, (regenta) Królestwa Aragonii i hrabstwa Barcelony Sancha i małoletniego króla Jakuba I. W pierwszej bulli z 23 października pytał z oburzeniem, co popycha i wszystkich jego wiernych nobilów do powstania przeciw Bogu samemu. Groźba nałożenia na państwo interdyktu nie odstraszyła Sancha z Roussillon od kontynuowania walki przeciw Szymonowi de Montfort. Zaniepokoiła jednak tych spośród doradców i baronów Jakuba I, którym łaski Stolicy Apostolskiej leżały bardziej na sercu i ułatwiła zawiązanie się stronnictwa opozycyjnego do władzy prokuratora. Kolejne bulle, z 28 i 29 grudnia, adresowane bezpośrednio do Jakuba i do Sancha, groziły ogłoszeniem krucjaty przeciwko Aragonii i Katalonii. Honoriusz udzielił młodemu monarsze, który jeszcze nie był w stanie zdobyć wpływu na rządy państwem, surowej reprymendy, przypominając mu o łaskach wyświadczonych dynastii przez papiestwo i o uwolnieniu go z rąk Szymona de Montfort w roku 1214.
Honoriusz i wyznaczony przez niego legat Romano Bonaventura, kardynał Sant’Angelo, przyczynili się wydatnie do ostatecznego podboju Langwedocji przez władców królestwa Francji w latach 1226-1229. Romano Frangipani doprowadził chytrze do ponownego oskarżenia hrabiego Tuluzy Rajmunda VII o sprzyjanie heretykom, co poskutkowało zorganizowaniem nowej krucjaty pod wodzą Ludwika VIII Lwa, monarchy Francji i zainstalowaniem w Langwedocji królewskich seneszali rozporządzających znaczną siłą militarną.
Papież zmarł 18 marca 1227 roku.